# Hansi Alpert
Hans-Joachim „Hansi“ Alpert (* 3. Mai 1932 in Stendal; † 27. April 2025 in Osnabrück) war ein deutscher Fußballspieler, der den größten Teil seiner Karriere beim VfL Osnabrück verbrachte.

## Leben
Alpert kam am 3. Mai 1932 in Stendal zur Welt und wuchs dort auch auf. Im Betrieb seines Vaters absolvierte er eine Klempner-Lehre, danach arbeitete er in der Kupferschmiede des Reichsbahnausbesserungswerks Stendal. Im Oktober 1950 flüchtete Alpert nach Osnabrück in die Bundesrepublik Deutschland. In Osnabrück arbeitete er beim Klempnermeister August Börgel an der Bohmter Straße, in dieser Zeit führte er unter anderem den Wiederaufbau der Turmdächer der Osnabrücker Herz-Jesu-Kirche aus.
1962 legte er die Meisterprüfung ab und machte sich mit einem eigenen Betrieb selbstständig. 2002 ging er zum 70. Geburtstag in den Ruhestand.
Er war mit Ingeborg Alpert, der Schwägerin seines ehemaligen Mitspielers Reinhard Haseldiek, verheiratet.

## Karriere
Alpert begann seine Profikarriere bei seinem Heimatverein BSG Lok Stendal. Am 10. September 1949 (2. Spieltag) gab er sein Debüt in der DDR-Oberliga beim 2:2-Unentschieden gegen die ZSG Industrie Leipzig. Zwei Spieltage später am 2. Oktober 1949 erzielte er gegen die ZSG Union Halle sein erstes Tor zum 1:1-Endstand. Insgesamt kam er zu 23 Einsätzen und schoss dabei zehn Tore. In der Folgesaison konnte der Flügelspieler in neun Spielen sogar achtmal treffen. Während dieser Zeit debütierte er im Alter von 18 Jahren in der B-Auswahl der DDR.
Im Oktober 1950 flüchtete Alpert in die Bundesrepublik Deutschland. Hier wurde er vom ehemaligen Spieler des VfL Osnabrück Hans Kovermann entdeckt, der ihn Heinrich Hüggelmeyer, dem damaligen Geschäftsführer des Vereins, vorschlug, und schließlich verpflichtete. Bei seinem Debüt am 20. November 1950 gegen Bremerhaven 93 (5:1) erzielte er innerhalb von einer Minute zwei Tore.
Er spielte 203-mal in der Oberliga Nord.

## Trivia
Einen kurzen Fernsehauftritt hatte Hansi Alpert in der Sendung Deutschland sucht den Superstar vom 10. Januar 2015, als seine Enkelin Anna Carina Alpert beim Casting vorsang, dabei ihren Großvater mit ins Studio holte und ihn der Jury vorstellte.